# Дягилев, Владимир Яковлевич
Владимир Яковлевич Дягилев (22 августа 1919, Юдино, Тобольская губерния — 22 апреля 1982, Ленинград) — русский советский прозаик, публицист, журналист. Член Союза писателей СССР с 1956 года, член Союза журналистов СССР. Участник Великой Отечественной войны, гвардии майор медицинской службы.

## Биография
Владимир Яковлевич Дягилев родился 9 (22) августа 1919 года в посёлке станции Петухово села Юдино (Юдино-Вознесенское) Петуховской волости Ишимского уезда Тобольской губернии. Территория была под контролем белогвардейского Российского государства. Ныне город Петухово — административный центр Петуховского муниципального округа Курганской области. Русский.
В школьные годы был председателем одного из первых пионерских отрядов, организатором «ЛЮД» (лагеря юных дозорных), ездил от района в Челябинск на слёт колхозников.
В одном из летних номеров «Пионерской правды» за 1933 год было напечатано письмо уральского пионера Алексею Максимовичу Горькому — ответ на обращение А. М. Горького к пионерам и школьникам Советского Союза. Письмо было одним из многочисленных откликов; редакция, приведя эти строки, сообщила имя его автора: «Ученик Петуховской школы Володя Дягилев».
В 1934 году принят во Всесоюзный ленинский коммунистический союз молодёжи.
Окончил ФЗС (фабрично-заводскую семилетку) села Юдино.
После школы был на комсомольской работе в Новосибирске, заведовал отделом молодёжной газеты «Большевистская смена». Состоял в литобъединении при журнале «Сибирские огни» (1934—1941).
Окончил Второй Московский медицинский институт (1943).
Участник Великой Отечественной войны. Со студенческой скамьи добровольцем пошёл на фронт, призван Барнаульским ГВК Алтайского края в 1942 году. Воевал в 1-м гвардейском Донском орденов Ленина и Суворова Краснознамённом танковом корпусе под командованием генерал-лейтенанта Михаила Фёдоровича Панова. С мая 1942 по ноябрь 1943 работал младшим врачом 8-го полка правительственной связи Волховского фронта, с ноября 1943 по май 1944 занимал ту же должность в 9-м полку правительственной связи НКВД Ленинградского фронта, с мая 1944 по май 1945 — командир приёмно-сортировочного взвода медсанбата № 148 1-го и 2-го Белорусских фронтов. Перенёс блокаду Ленинграда, участвовал в освобождении Белоруссии и Польши. После войны служил врачом в БАО 184-й истребительной дивизии ВВС, в военных санаториях и госпиталях.
С 1945 года член ВКП(б), в 1952 году партия переименована в КПСС.
Врачом работал до 1954 года. С 1955 года — профессиональный литератор.
После войны жил и работал в Ленинграде.
Владимир Яковлевич Дягилев умер 22 апреля 1982 года в городе Ленинграде, ныне город Санкт-Петербург. Похоронен на кладбище Памяти жертв Девятого января.

## Творчество
Дебютировал книгой «Гвардейцы» опубликованной в 1952 году. Автор более 30 повестей и романов, переведённых на 18 языков мира.
Тема произведений — ратный подвиг защитников Отечества, жизнь современников, медиков страны.
Широкий отклик имели статьи «Врачебные ошибки и жизненные следствия» (Октябрь. 1968. № 6), «Пловцы, не умеющие плавать» (ЛГ. 1965. 28 окт.), «Наставник» (Известия. 1973. 5 дек.) и др.

### Книги
- Дягилев В.Я. Гвардейцы. — Л.: Лениздат, 1952. — 230 с. — 15 000 экз.[9]
  - Дягилев В.Я. Гвардейцы. — Л.: Лениздат, 1954. — 240 с. — 45 000 экз.[10]
- Дягилев В.Я. Доктор Голубев. — Л.: Лениздат, 1956. — 235 с. — 90 000 экз.[11]
  - Дягилев В.Я. Доктор Голубев. — М.: «Мол. Гвардия», 1957. — 176 с. — 90 000 экз.[12]
  - Дягилев В.Я. Доктор Голубев. — Л.: «Сов. писатель.» Ленигр. отд., 1961. — 260 с. — 150 000 экз.[13]
  - Дягилев В.Я. Доктор Голубев / илл. В.В. Харчев. — М.: «Сов. Россия», 1970. — 159 с. — 50 000 экз.[14]
- Дягилев В.Я. Солдаты без оружия / Илл. В.М. Лыков. — М.: Воениздат, 1957. — 363 с.[15]
  - Дягилев В.Я. Солдаты без оружия. — Л.: Лениздат, 1965. — 367 с. — 50 000 экз.[16]
  - Дягилев В.Я. Солдаты без оружия / Худож. О.В. Титов. — Л.: Лениздат, 1978. — 496 с. — 50 000 экз.[17]
  - Дягилев В.Я. Солдаты без оружия / Послесл. Д. Молдавского; Худож. А.А. Кузьмин. — Л.: Лениздат, 1982. — 665 с. — 100 000 экз.[18]
  - Дягилев В.Я. Солдаты без оружия / Худож. А.И. Сухоруков. — М.: Воениздат, 1984. — 384 с. — 650 000 экз.[19]
- Дягилев В.Я. Таня номер два / Рис. И. Воробьёвой. — М.: Сов. Россия, 1959. — 16 с. — 200 000 экз.[20]
- Дягилев В.Я. Да здравствует жизнь. — Л.: Лениздат, 1960. — 62 с. — 30 000 экз.[21]
- Дягилев В.Я., Молдавский Д.М. Пути и встречи. — Л.: Лениздат, 1960. — 203 с. — 15 000 экз.[22]
- Дягилев В.Я. Жадина / Илл. В. Фирсова. — Л.: Детгиз. Ленингр. отд-ние, 1961. — 96 с. — 115 000 экз.[23]
  - Дягилев В.Я. Жадина / Рис. В. Фирсовой. — Изд. 2-е. — Л.: Дет. лит., 1970. — 96 с. — 150 000 экз.[24]
- Дягилев В.Я. Майский жук / Илл. Б.Ф. Фёдоров. — Л.: Лениздат, 1961. — 251 с. — 15 000 экз.[25]
  - Дягилев В.Я. Майский жук / Илл. Б.Ф. Фёдоров. — Л.: Лениздат, 1962. — 251 с. — 15 000 экз.[26]
- Дягилев В.Я. Пять колец дружбы [о советских спортсменах на XVII Олимпиаде]. — Л.: Лениздат, 1961. — 127 с. — 5000 экз.[27]
- Дягилев В.Я. Хирург Куприянов. — Л.: Лениздат, 1961. — 82 с. — 15 000 экз.[28]
- Дягилев В.Я. Волшебник в белом халате [о хирурге Ф.Г. Углове]. — М.: «Сов. Россия», 1963. — 192 с. — 30 000 экз.[29]
- Дягилев В.Я. Крутизна. — Л.: Лениздат, 1964. — 219 с. — 65 000 экз.[30]
- Дягилев В.Я. Микстура Икс / Илл. И.А. Корнилов. — Л.: Лениздат, 1967. — 231 с. — 65 000 экз.[31]
- Дягилев В.Я. Сестра Ильича [о М.И. Ульяновой]. — М.: Политиздат, 1970. — 149 с. — (серия «Семья Ульяновых»). — 200 000 экз.[32]
- Дягилев В.Я. Вечное древо. — Л.: «Сов. писатель.» Ленигр. отд., 1971. — 342 с. — 30 000 экз.[33]
  - Дягилев В.Я. Вечное древо / ил. А.С. Ковалёв. — Л.: «Сов. писатель.» Ленигр. отд., 1973. — 318 с. — 100 000 экз.[34]
  - Дягилев В.Я. Вечное дерево (в сб. Весенний снег. Вечное дерево). — Л.: «Сов. писатель.» Ленигр. отд., 1979. — 225-527 с. — 100 000 экз.
- Дягилев В.Я. Свидание с юностью [Докум. повесть о бригадире-наставнике ленингр. з-да «Электросила» С.С. Витченко]. — М.: «Сов. Россия», 1972. — 208 с. — 50 000 экз.[35]
- Дягилев В.Я. Змея и чаша. — М.: «Современник», 1975. — 173 с. — 30 000 экз.[36]
- Дягилев В.Я. Медсанбат 0013 / Илл. Б.М. Калаушин. — Л.: Лениздат, 1976 С 1977. — 231 с. — 65 000 экз.[37]
- Дягилев В.Я. Весенний снег. — Л.: Сов. писатель. Ленигр. отд., 1978. — 230 с. — 30 000 экз.[38]
  - Дягилев В.Я. Весенний снег (в сб. Весенний снег. Вечное дерево). — Л.: Сов. писатель. Ленигр. отд., 1979. — 219 (из 528 в сб.) с. — 100 000 экз.[39]
- Дягилев В.Я. М.И. Ульянова. — 2-е изд. доп.. — М.: Политиздат, 1980. — 160 с. — (Сер. «Семья Ульяновых»). — 200 000 экз.[40]
- Дягилев В.Я. В грудь навылет. — Л.: Дет. лит. Ленигр. отд., 1983. — 112 с. — 100 000 экз.[41]

### Экранизации
По произведениям писателя поставлено несколько художественных и документальных фильмов.
- Художественный фильм «Сердце бьётся вновь…» по повести «Доктор Голубев», режиссёр Абрам Матвеевич Роом, 1956 год[42]
- Документальный фильм «18 моих мальчишек» по одноимённому рассказу (о воспитании молодых рабочих в бригаде слесаря С. С. Витченко), режиссёр В. Гурьянов, 1967 год; фильм получил премию ЦК ВЛКСМ.
- Художественный фильм «Полковник в отставке» по мотивам романа «Вечное дерево» (также основан на биографии С. С. Витченко), режиссёр Игорь Алексеевич Шешуков, 1975 год[43].

## Награды
- Орден Красной Звезды, 30 марта 1945 года[44]
- Медали, в том числе:
  - Медаль «За боевые заслуги», 26 октября 1955 года
  - Медаль «За оборону Ленинграда»
  - Медаль «За победу над Германией в Великой Отечественной войне 1941—1945 гг.»
- Знак «Наставник молодёжи»